# Heike Faber
Heike Faber (* 5. Mai 1965 in Berlin) ist eine deutsche Schauspielerin und Musikerin.

## Leben
Die gelernte Zahntechnikerin Heike Faber wandte sich nach einem schweren Motorradunfall, den sie Mitte der 1980er Jahre erlitten hatte, der Schauspielerei zu. Sie besuchte die von Fritz Kirchhoff gegründete Schauspielschule „Der Kreis“, absolvierte außerdem eine Tanz- und eine Gesangsausbildung. Etwa zehn Jahre lang war Faber danach eine vielbeschäftigte Seriendarstellerin, vorzugsweise in Krimiserien wie Derrick, Der Alte, Peter Strohm oder Die Männer vom K3. In der Krankenhausserie OP ruft Dr. Bruckner verkörperte sie bis in die 3. Staffel hinein die Krankenschwester Sandra Voss.
Heike Faber spielt mehrere Instrumente: Gitarre, Bass, Mandoline und Saxophon. Seit 1996 bildet sie gemeinsam mit Simone Reifegerste und Peter Jack die Band Almost Heaven, die mit Folkmusik hauptsächlich in der Berliner Musikszene professionell aktiv ist.

## Filmografie (Auswahl)
- 1986: Der goldene Käfig
- 1987: Schlüsselblumen
- 1987: Tatort – Voll auf Haß
- 1987: Wer lacht schon über Rosemann
- 1987: Eine Reise nach Deutschland
- 1988: Der Fahnder – Glückliche Zeiten
- 1988: Eurocops – Zorro
- 1988: Der Alte – (Folge 125: Schweigen für immer)
- 1989: Derrick – Mozart und der Tod
- 1989: Unsichtbare Mauern
- 1989: Letzten Sommer in Kreuzberg
- 1990: Derrick – Der Augenblick der Wahrheit
- 1991: Allein unter Frauen
- 1991: Der Alte – (Folge 163: Kälter als der Tod)
- 1991: Fremde, liebe Fremde
- 1992: Die Männer vom K3 – Zu hoch gepokert
- 1992: Derrick – Ein merkwürdiger Privatdetektiv
- 1992: Kommissar Klefisch – Ein unbekannter Zeuge
- 1995: Peter Strohm – The Kids
- 1995: Ein vergeßliches Wochenende
- 1995: Der Alte – (Folge 208: Es war die Hölle)
- 1995: A.S. – Schande
- 1996: SOKO 5113 - Stahlmann
- 1996–2000: OP ruft Dr. Bruckner  (34 Folgen als Sandra Voss)
- 1997: Der Alte – (Folge 231: Das ist mein Mord)
- 1997: SOKO 5113 – Therapie
- 1998: Wolffs Revier – Ein todsicherer Plan
- 2001: Im Namen des Gesetzes – Feuertod
- 2002: Dr. Sommerfeld – Neues vom Bülowbogen – Frühlings Erwachen
- 2002: Der letzte Zeuge – Im Netz
- 2004: Hallo Robbie! – Strandläufer